# Stan Rice
Stan Rice (* 7. November 1942 in Dallas, Texas; † 9. Dezember 2002 in New Orleans, Louisiana) war ein amerikanischer Dichter und Maler.

## Leben
Stan Rice wurde 1942 als Sohn von Stanley und Margarete Rice geboren. Zu seinen Geschwistern zählten ein Bruder, Larry Rice, sowie die beiden Schwestern Nancy Rice Diamond und Cynthia Rice Rogers. 
Er war der Ehemann der Schriftstellerin Anne Rice, mit der er Vater zweier Kinder wurde: Einer Tochter, Michelle (* 21. September 1966; † 5. August 1972), und eines Sohns, des Schriftstellers Christopher Rice (* 1978). 
Rice war Professor für Englisch und Kreatives Schreiben und stellvertretender Direktor des Poetry Centre an der San Francisco State University. Bis 1989 war er dort außerdem Vorsitzender des Creative Writing Department. 
Nachdem Rice 1988 in den Ruhestand gegangen war, widmete er sich ganz dem Schreiben und Malen. 
Am 9. Dezember 2002 starb er im Alter von 60 Jahren an einem Hirntumor. Er wurde auf dem Metairie Friedhof in New Orleans beigesetzt.

## Wissenswertes
- Stan Rice diente als äußeres Vorbild für den von seiner Frau Anne Rice erfundenen Vampir Lestat.

- Zu seinen insgesamt acht Gedichtsammlungen zählt auch Some Lamb, in dem er seine Trauer über den Tod der im Alter von fünf Jahren an Leukämie gestorbenen Tochter Michelle verarbeitet und ausdrückt.

## Werke

### Gedichtsammlungen
- Some Lamb, 1975
- Whiteboy, 1976
- Body of Work, 1983
- Singing Yet: New and Selected Poems, 1992
- Fear Itself, 1997
- The Radiance of Pigs, 1999
- Red of the Rind, 2002
- False Prophet, 2003 (erschien postum)

### Weitere
- Paintings, 1997

## Auszeichnungen
- 1977: Edgar Allan Poe Award der Academy of American Poets für Whiteboy
- 1997: Joseph Henry Jackson Award